# Gustav Cassel
Karl Gustav Cassel (Estocolmo, 20 de octubre de 1866; Jönköping, 14 de enero de 1945) fue un economista sueco y profesor de economía en la Universidad de Estocolmo. Cassel estuvo entre los economistas más destacados del mundo en el período de entreguerras.
Cassel fue influyente en los debates suecos sobre planificación central a principios del siglo XX. Antes de la Primera Guerra Mundial, Cassel tenía opiniones liberales clásicas, pero giró hacia el liberalismo conservador en el período de entreguerras.

## Trabajo
La perspectiva de Cassel sobre la realidad económica, y especialmente sobre el papel del interés, tenía sus raíces en el neoclasicismo británico y en las nacientes escuelas suecas. Quizás sea más conocido por A Tract on Monetary Reform (1923), de John Maynard Keynes, en el que planteó la idea de la paridad del poder adquisitivo. Cassel respaldó el libro de Keynes Consecuencias económicas de la paz. También jugó un papel en la elección de Keynes a la Real Academia Sueca de Ciencias.
"Cassel fue sin lugar a dudas una de las figuras destacadas de la ciencia económica durante el período de entreguerras. Su autoridad sólo era superada por la de Lord Keynes, y su propio gobierno y gobiernos extranjeros solicitaron ansiosamente su consejo en muchas ocasiones".

También fue miembro fundador de la escuela sueca de economía, junto con Knut Wicksell y David Davidson. Cassel llegó a la economía procedente de las matemáticas. Obtuvo un título avanzado en matemáticas en la Universidad de Uppsala y fue nombrado profesor en la Universidad de Estocolmo a finales de la década de 1890, pero se fue a Alemania antes del cambio de siglo para estudiar economía, publicando artículos que abarcaban poco menos de cuarenta años.

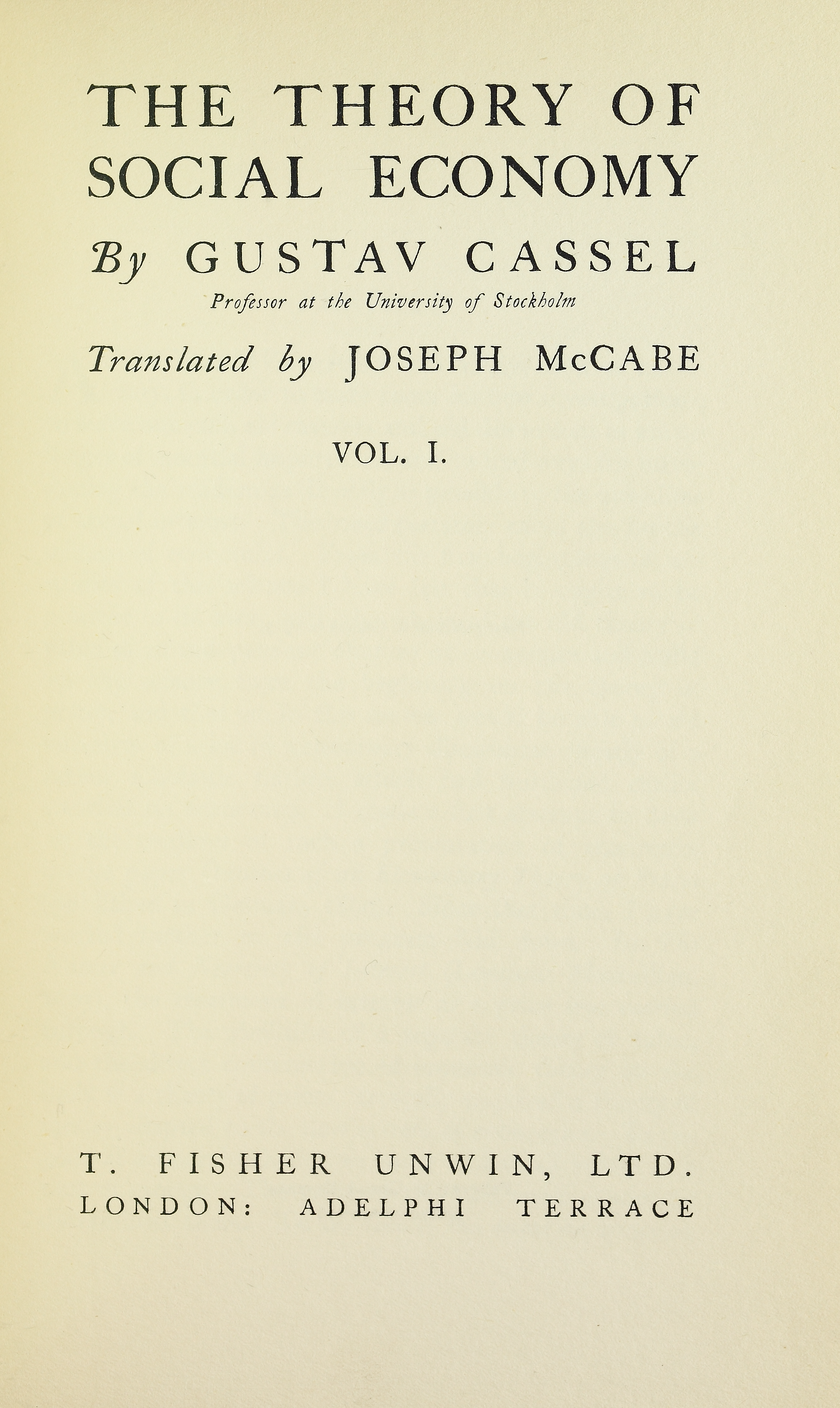
Teórica socialökonomie, 1923

Tras el final de la Primera Guerra Mundial, Gustav Cassel participó activamente en discusiones sobre posibles formas de restaurar el patrón oro, que restauraría automáticamente el sistema de tipos de cambio fijos entre las naciones participantes. Se creía ampliamente que la estabilidad de los tipos de cambio era crucial para restaurar el comercio internacional y para su crecimiento estable y equilibrado. La pregunta, que Gustav Cassel intentó responder en sus obras escritas en el contexto de esas discusiones, era cómo determinar el nivel apropiado al que se debían fijar los tipos de cambio durante la restauración del sistema de tipos de cambio fijos. Su consejo fue fijar los tipos de cambio al nivel correspondiente a la paridad del poder adquisitivo, ya que creía que esto evitaría desequilibrios comerciales entre las naciones comerciantes. La doctrina PPP propuesta por Cassel no era realmente una teoría positiva de la determinación del tipo de cambio (ya que Cassel era perfectamente consciente de numerosos factores que impiden que los tipos de cambio se estabilicen al nivel de PPA si se les permite flotar), sino más bien un consejo de política normativa, formulado en el contexto. de debates sobre el retorno al sistema de tipos de cambio fijos.
También trabajó en el problema de las reparaciones alemanas. Fue miembro de muchos comités que se ocupaban de asuntos de Estado en Suecia y dedicó mucho trabajo a la creación de un mejor sistema de exposición y control presupuestario (1905-21). Fue uno de los representantes suecos en la reunión de la Cámara de Comercio Internacional en Londres en 1921. Se convirtió en miembro de Svenska Vetenskapsakademien y corresponsal para Suecia de la Royal Economic Society.
Además de sus libros en sueco, publicó las siguientes obras en otros idiomas: Das Recht auf den vollen Arbeitsertrag (1900), The Nature and Necessity of Interest (1903), Theoretische Sozialökonomie (1919). Su Memorándum sobre los problemas monetarios del mundo, publicado por la Sociedad de Naciones para la Conferencia Financiera Internacional de Bruselas en 1920, atrajo una amplia atención.
Algunos de sus estudiantes notables incluyen a los premios Nobel de Economía Bertil Ohlin y Gunnar Myrdal, y al futuro líder del Partido Moderado, Gösta Bagge.